# パック&パル
『パック&パル』(PAC & PAL)は、1983年に発表された、ナムコ（現・バンダイナムコエンターテインメント）のドットイートタイプのアクションゲーム。

## ゲーム内容
パックマンシリーズのひとつで、『スーパーパックマン』同様、フルーツは扉で閉ざされた部屋の中にあるため、通路上のカードを取ることで近くの扉を開き、フルーツを食べる。パワーエサは無く、かわりにスペシャルアイテムで一時的に攻撃能力を得られる（スペシャルを取っただけではモンスターがイジケにはならない）。
迷路の一部には屋根（オレンジボックス）があり、中のパックマンやモンスターは不可視となるが、侵入したゴーストの動きも遅くなる。本作ではワープトンネルは無く、またラウンド間のコーヒーブレイクも無い。
本作のみのキャラクターとしてミルが登場。触れてもミスにならないが、フルーツやスペシャルを奪いモンスターの巣に持っていってしまう（巣に持って行かれずにステージクリアするとボーナス）ので、ミルに触れることでアイテムを奪い返す。

### アイテム
カード
カードをめくった時のカードの柄でそのフルーツの壁が無くなり、取る事が可能。一度に3枚までめくる事が出来る。
フルーツ
全部で8種類
| フルーツ名   | 得点                                                                      |
| ------------ | ------------------------------------------------------------------------- |
| チェリー     | 50                                                                        |
| いちご       | 100                                                                       |
| オレンジ     | 150                                                                       |
| りんご       | 200                                                                       |
| メロン       | 300                                                                       |
| レモン       | 400                                                                       |
| パイナップル | 500                                                                       |
| 鍵           | 1〜2面 700 4〜6面 1000 8〜10面 1500 12〜14面 2000 16〜18面 3000 20〜 5000 |

スペシャルアイテム
全部で5種類。パックマンが食べるとボタンを押すことにより一定時間モンスターへ攻撃できる。前述のとおりパワーエサでないのでモンスターを直接食べることはできず、常時触れるとミスになる。ミルは一切攻撃の影響を受けない。
ディップスイッチの難易度設定に応じて、効果時間が長くなったり短くなる。
| アイテム名   | 攻撃とその効果                                                                 |
| ------------ | ------------------------------------------------------------------------------ |
| ギャルボス   | 1,2面に登場。トラクタービームでの攻撃。モンスターはその場で回る。              |
| ラリーX      | 4,5,6面に登場。煙幕での攻撃。モンスターは煙たくて泣いてしまう。                |
| トランペット | 8,9,10面に登場。音符での攻撃。モンスターはその場で踊ってしまう。               |
| 雪だるま     | 12,13,14面に登場。冷凍光線での攻撃。モンスターは凍り付く。                     |
| パックマン   | 16,17,18面に登場。小さいパックマンでの攻撃。モンスターは頭をかじられてしまう。 |

20面以降、ギャルボスに戻り、繰り返し。

## レストタイム
4n-1面毎にあるボーナスステージ。10枚のカードに隠された$マークを取っていく。$マークは最初100点で1枚めくる毎に100点ずつ加算されていき、ミルが出るとそれ以降の点数が2倍となり、カードの下がアカベエだとレストタイムは終了。アカベエの出現位置にはある法則がある。

## その他
BGMは前作「スーパーパックマン」に引き続き慶野由利子が担当し、パックマンシリーズで初めてステージBGMが導入された。ネームエントリーの曲は、ナムコが出していたエレメカ「おかし大作戦」で使われていた曲が流用されている。

## 移植
- 1998年6月9日発売のWindows用ソフト『ナムコヒストリー Vol.3』、2007年12月6日発売のWii用ソフト『みんなで遊ぼう!ナムコカーニバル』、2009年11月5日発売のXbox 360用ソフト『ナムコミュージアム バーチャルアーケード』、2014年6月25日発売の『パックマンミュージアム』、2022年5月26日、5月27日発売の『PAC-MAN MUSEUM+』に収録されている。
- 2022年9月1日にアーケードアーカイブスの1作品としてPlayStation 4版、Nintendo Switch版が配信[1][2][3]。